# The Thing I Like
«The Thing I Like» es una canción de la cantante estadounidense Aaliyah. Fue publicado como el quinto y último sencillo de su primer álbum de estudio Age Ain't Nothing but a Number (1994), exclusivamente en el Reino Unido el 28 de agosto de 1995 por Blackground Records y Jive Records.

## Recepción de la crítica
En una reseña de la banda sonora de A Low Down Dirty Shame, David Browne de Entertainment Weekly consideró que «The Thing I Like», junto con las otras canciones, era “más profesional que inspirada”. Ralph Tee de Music Week le dio a la canción una calificación de 3 sobre 5, al tiempo que destacó que “el último sencillo de Aaliyah de su álbum debut tiene estilos más amplios” debido a sus remixes. También sintió que tanto los remixes de garage como house lo llevan a “nuevas aguas”.

## Posicionamiento
| Gráfica (1995)                                 | Pico de posición |
| ---------------------------------------------- | ---------------- |
| Reino Unido (UK Singles Chart)                 | 33               |
| Reino Unido (UK Dance Singles Chart)           | 15               |
| Reino Unido (UK Hip Hop and R&B Singles Chart) | 4                |

## Historial de lanzamientos
| Región      | Fecha                | Formato(s)                | Discográfica | Ref.  |
| ----------- | -------------------- | ------------------------- | ------------ | ----- |
| Reino Unido | 28 de agosto de 1995 | 12-inch vinyl maxi single | Jive         | [ 6 ] |